# Pep Guardiola
Josep Guardiola i Sala ([ʒuˈzɛp ɡwəɾðiˈɔɫə]; Sampedor, 18 de enero de 1971), más conocido como Pep Guardiola, es un exfutbolista y entrenador de fútbol español. Como entrenador actualmente dirige al Manchester City F. C. de la Premier League de Inglaterra. Es considerado ampliamente como uno de los mejores entrenadores en la historia del fútbol. Como futbolista jugaba de centrocampista y ha desarrollado la mayor parte de su carrera profesional en el F. C. Barcelona y en la selección de fútbol de España, siendo uno de los mejores centrocampistas de la década de los 90.
Como futbolista, ganó 17 títulos entre nacionales e internacionales: seis Ligas, cuatro Supercopas de España, dos Supercopas de Europa, dos Copas del Rey, una Copa de Europa y una Recopa de Europa. Con la selección española ganó la medalla de oro en los Juegos Olímpicos de Barcelona 1992 y participó también en el Mundial de Estados Unidos 1994 y la Eurocopa 2000.
Guardiola dirigió al Barcelona desde julio de 2008 hasta junio de 2012, periodo en el que ganó 14 títulos; 3 Ligas Españolas, 3 Supercopas de España, 2 Ligas de Campeones, 2 Mundiales de Clubes, 2 Supercopas de Europa y 2 Copas del Rey. Con el equipo azulgrana ganó, de manera consecutiva, los seis títulos a los que aspiraba el equipo (la Copa del Rey, el título de Liga, la Champions League, la Supercopa de España, la Supercopa de Europa y el Mundial de Clubes) en el 2009, conocido como "sextete" o "sextuplete". De este modo Guardiola se convirtió en el primer entrenador de fútbol en el mundo en conseguir seis títulos oficiales en un mismo año. Solo otros seis equipos europeos han logrado el denominado triplete y solo dos han conseguido seis trofeos en un mismo año natural (sextuplete), el FC Barcelona y el FC Bayern, aunque ninguno en la misma temporada. Fue nombrado mejor entrenador del año de 2009 y 2011 por la IFFHS. En 2010 fue galardonado con la Medalla de Oro de la Real Orden del Mérito Deportivo, que lleva anexo el tratamiento de Ilustrísimo Señor, máxima distinción individual del deporte otorgada en España.
Desde julio de 2013 hasta el 30 de junio de 2016, fue técnico del Bayern de Múnich, con el cual ganó 7 títulos: 3 Bundesligas, 2 Copas de Alemania, una Supercopa de Europa y un Mundial de Clubes.
Desde julio de 2016, dirige al Manchester City, con el cual ha ganado un total de 18 títulos: 6 Premier League, 4 Copas de la Liga, 3 Community Shield, 2 FA Cup, 1 Liga de Campeones, 1 Supercopa de Europa y 1 Mundial de Clubes. Hizo historia con el club citizen al ganar cuatro ligas consecutivas y la primera Champions League de su historia, así como su primera Supercopa de Europa y su primer Mundial de Clubes.
Hasta 2025, era el único técnico en lograr el triplete dos veces, y al mismo tiempo el primero en hacerlo con dos clubes distintos (Barcelona en 2009 y Manchester City en 2023), cuando su compatriota Luis Enrique lo igualó tras lograr la misma hazaña con el Barcelona en el 2015 y con el París Saint Germain en 2025. Del mismo modo, forma parte del grupo de 23 entrenadores que le dieron su primera Champions a un club (Manchester City en 2023); asimismo, es junto a Carlo Ancelotti, uno de los 2 entrenadores en ganar la Champions en tres décadas diferentes. Del mismo modo, es uno de los 6 entrenadores en ganar la Champions con 2 equipos diferentes.

## Trayectoria

### Futbolista

#### Años en el F. C. Barcelona
Llegó al equipo del Fútbol Club Barcelona el 28 de junio de 1984, procedente del Gimnàstic de Manresa. Jugó en las categorías inferiores del club hasta el año 1990, confesando años posteriores que Diego Armando Maradona fue uno de los ídolos de su infancia, siendo él hasta entonces, solo un alcanza pelotas del club.
Debutó en Primera División el 16 de diciembre de 1990 frente al Cádiz en el Camp Nou. A partir de 1991, Johan Cruyff lo seleccionó como defensa central del primer equipo. Se adaptó inmediatamente a ese rol a pesar de su juventud y durante varios años fue el "director de orquesta" del equipo popularmente conocido como Dream Team. Tras la retirada de José Mari Bakero, Guardiola se hizo con la capitanía del equipo. A partir de ese momento fue símbolo y referencia futbolística del Barcelona. Desde sus inicios, Josep Guardiola destacó por su excepcional visión de juego, así como por la precisión en el golpeo del balón. Estas cualidades, unidas con su gran carisma y personalidad le sirvieron para erigirse en el líder y director de su equipo en el terreno de juego, una proyección en el campo de su entrenador.
El 20 de mayo de 1992, consiguió junto a jugadores como Hristo Stoichkov, José Mari Bakero, Albert Ferrer, Ronald Koeman, Andoni Zubizarreta o Michael Laudrup, la primera Copa de Europa del Barça. Pocos días después, sumaba un nuevo título al ganar una liga española que parecía perdida gracias a la victoria en el último partido del C. D. Tenerife frente al Real Madrid. Apenas un mes más tarde, conquistaba la medalla de oro en los Juegos Olímpicos de Barcelona. Un año de éxitos en que también fue reconocido con el Trofeo Bravo a la mejor promesa futbolística europea de 1992.

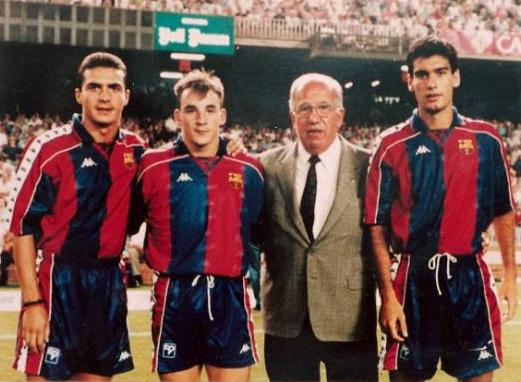
De izquierda a derecha, Amor, Ferrer, Mussons y Guardiola, en su etapa como jugador del Barcelona.

Los años 1993 y 1994 también acabaron con ligas ganadas en la última jornada, pero con el añadido amargo de dos decepciones en la ya llamada Liga de Campeones, especialmente por la final perdida por goleada en Atenas contra el A. C. Milan en 1994. El 9 de octubre de 1994 marcó su primer gol en Primera División en un partido frente al Atlético de Madrid en el Camp Nou, con un disparo desde fuera del área que entró por la escuadra rojiblanca. Con anterioridad había marcado un gol en Copa del Rey al Real Valladolid en Zorrilla. Con el tiempo, Guardiola mejoró su disparo a puerta, especialmente en lanzamientos de falta directa.
La época bajo las órdenes de Louis van Gaal resultó más anodina en espectáculo, a pesar de ganar numerosos títulos, como las ligas de las temporadas 1997-1998 y 1998-1999, con Guardiola como protagonista del juego de un Barcelona plagado de neerlandeses y con Rivaldo, Luís Figo y Patrick Kluivert como estrellas. Antes, en la temporada 1996-1997, con Bobby Robson en el banquillo, Pep integró el Barça que ganó la Recopa de Europa y la Copa del Rey, además de quedar segundo en la Liga, a dos puntos del Real Madrid y con 102 goles a favor.
Una grave lesión producida el 31 de agosto de 2000 le dejó unos meses lejos de los terrenos de juego. Otras lesiones importantes en su carrera fueron las que le apartaron de los mundiales de Francia 1998 y de Corea-Japón 2002.
Guardiola abandonó el equipo del F. C. Barcelona el 11 de abril de 2001, siendo, junto a Carles Puyol, el jugador que hasta ese momento había ganado más ligas (6) en la historia del club, tras jugar 379 partidos, de los cuales ganó 224, empató 82 y perdió 73.

#### Periplo por el mundo
Tras dejar el Barça, fichó por el Brescia Calcio, equipo de la Serie A de Italia, donde lució el dorsal 28. Debutó en la liga italiana el 14 de octubre de 2001 en un partido frente al Chievo Verona que finalizó con empate a dos goles. Marcó su primer gol en la Serie A el 30 de marzo de 2002, en un partido entre Udinese y Brescia (3-2). Debido a una buena campaña con este club, la AS Roma decidió ficharlo, aunque solo jugó cinco partidos, ya que el entrenador, Fabio Capello, no contó con él. Por ese motivo, en el mercado de invierno volvió a Brescia donde fue eje del equipo, compañero de Roberto Baggio, Andrea Pirlo o Luca Toni entre otros, a las órdenes de Carlo Mazzone y pieza fundamental para que el club mantuviera la categoría.
Después de un partido contra el Piacenza, el 21 de octubre de 2001 y el 4 de noviembre a Roma contra el Lazio, dio positivo por nandrolona en un control antidopaje, motivo por el cual fue castigado con cuatro meses de suspensión, una multa de 2000 euros y sentenciado a 7 meses de prisión. A pesar de no tener que cumplir finalmente con la pena de prisión, Guardiola y su abogado intentaron demostrar la inocencia del jugador. Entre las pruebas aportadas figuraron informes elaborados por expertos como Jordi Segura (miembro de la comisión antidopaje del COI) que explicaban que el cuerpo de Guardiola producía más nandrolona de lo normal. Aun así, la Fiscalía Italiana no le dio la razón al jugador, a pesar de contar tan solo con la prueba del laboratorio de Roma y contando con la presencia de un juez honorario, en lugar de un juez de carrera, hecho muy raro en sentencias de prisión. El 23 de octubre de 2007 el Tribunal de apelación de Brescia le absolvió de toda culpa bajo la fórmula de que «el hecho no subsiste», lo que, según su abogado en Italia, Tomaso Marchese, es una «absolución muy amplia y evidencia que Pep no se ha dopado nunca». No obstante, el Fiscal Antidopaje del CONI, Ettore Torri, pidió la reapertura del caso, ya que consideraba que los motivos de la absolución eran «inaceptables». Dicha solicitud fue desestimada por el Tribunal Nacional Antidopaje de Italia el 29 de septiembre.
En 2003 fue contratado por el Al-Ahli, de la liga de Catar. Sus dos años allí le sirvieron para conocer otra cultura, compartir el torneo con Gabriel Batistuta, Claudio Caniggia, Fernando Hierro y ser elegido mejor jugador extranjero en su primer año.

#### Retirada
Tras la aventura catarí, Guardiola inició un curso de entrenador en España. Cuando parecía que dejaría el fútbol y tras rechazar las ofertas del Manchester City y el Wigan Athletic de Inglaterra, el 20 de diciembre de 2005 fichó por el Dorados de Sinaloa (de Culiacán, México), donde coincidió con su amigo Juan Manuel Lillo como entrenador. Guardiola jugó el Torneo de Clausura 2006 de la Primera división mexicana, que concluyó el mes de mayo. Posteriormente, Guardiola volvió a Madrid a finalizar su curso de entrenador. Desde julio de 2006 es oficialmente entrenador de fútbol. Tras meses de inactividad, el 15 de noviembre de 2006, Guardiola confirmó oficialmente en la emisora de radio RAC 1 su retiro del fútbol profesional. En abril de 2007 recibió un homenaje de su localidad natal, Sampedor, que bautizó con su nombre el campo de fútbol municipal.

### Entrenador

#### F. C. Barcelona B (2007-2008)
El 21 de junio de 2007, es presentado como nuevo entrenador del F. C. Barcelona B, equipo filial del F. C. Barcelona, lo que marca el inicio de una nueva etapa en su vida. Con el filial azulgrana se proclamó campeón de Tercera División, logrando el ascenso a Segunda División B tras superar la promoción de ascenso. En aquella escuadra juvenil militaban varios jugadores a los que Guardiola ascendería tiempo después al primer equipo, como Sergio Busquets, Pedro Rodríguez y Thiago Alcántara.

#### F. C. Barcelona (2008-2012)

##### Temporada 2008-2009

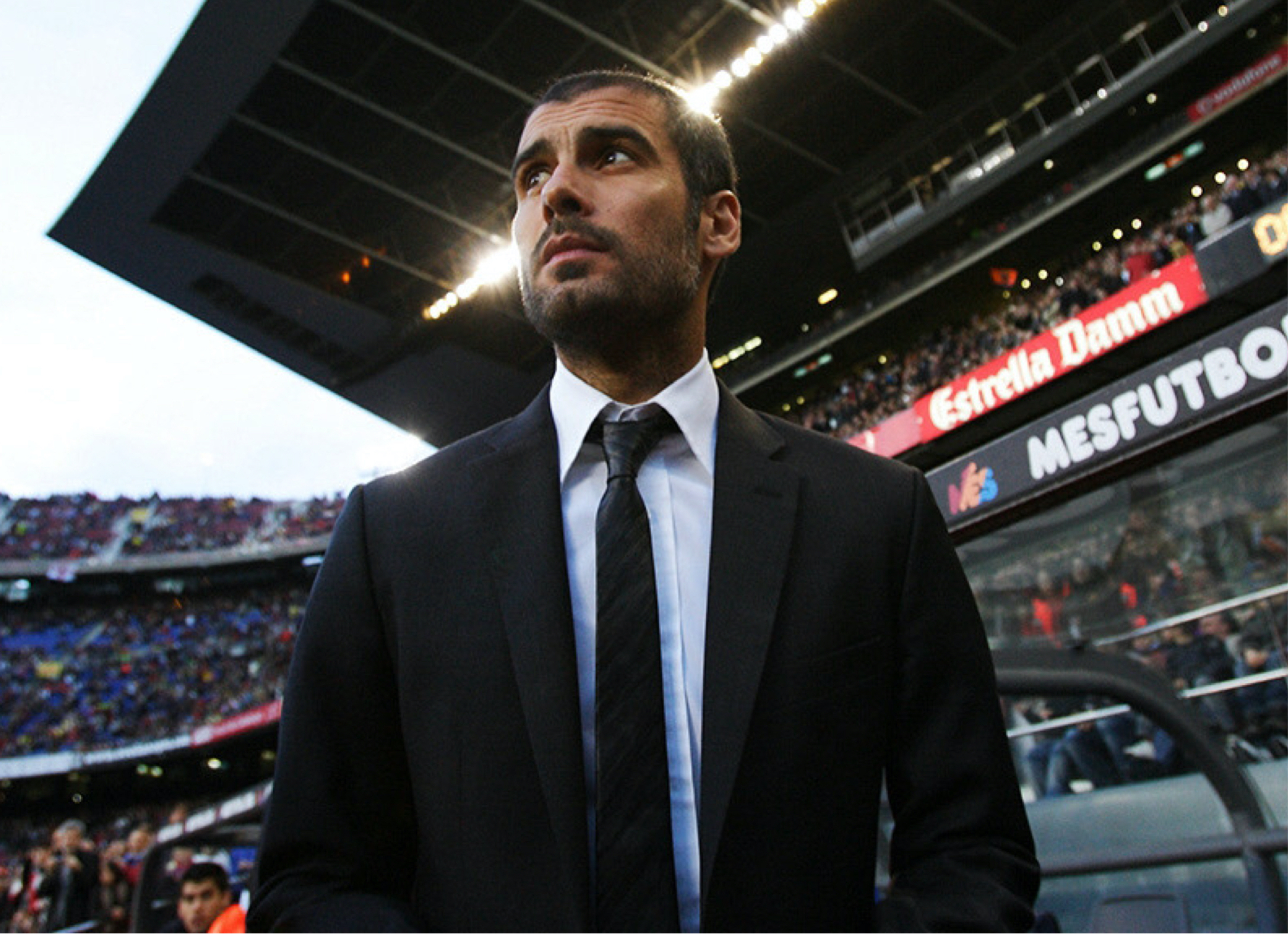
Guardiola como entrenador del FC Barcelona

El 8 de mayo de 2008 fue designado por la junta directiva nuevo entrenador del primer equipo del Fútbol Club Barcelona para la temporada 2008/2009, en sustitución de Frank Rijkaard. Firmó un contrato por dos temporadas, el 17 de junio de 2008 se hizo la presentación oficial. Una de sus primeras decisiones fue descartar la continuidad de Ronaldinho y Deco en el equipo.
Su debut en partidos oficiales como entrenador azulgrana fue contra el Wisla Cracovia, partido válido por la fase previa de la Liga de Campeones de la UEFA 2008-09, disputado en el Camp Nou, que se saldó con triunfo de sus dirigidos por 4-0.
En su primera temporada como entrenador consigue ganar un triplete histórico: la Champions League, la Liga española (competencia en la que logró que el equipo se sobrepusiera a un mal inicio en resultados, tras perder en la primera jornada ante el Club Deportivo Numancia por 1-0 y empatar en la segunda 1-1 ante el Racing de Santander) y la Copa del Rey, convirtiendo al Fútbol Club Barcelona en el primer equipo español de la historia en lograrlo. Además, bate el récord de puntos conseguidos por un equipo desde que las victorias tienen un valor de tres puntos. También vale la pena que destacar que, durante varios partidos, el Barcelona de Guardiola goleó por 5 o más goles a sus rivales con un estilo de juego que combinaba la posesión del balón, la superioridad posicional y el talento individual de los jugadores, uno de los partidos más recordados es el histórico 2-6 contra su acérrimo rival, Real Madrid, en el Santiago Bernabéu, goleada que en 50 años no encajaba el equipo blanco en su propio feudo. Se convirtió en el sexto campeón de Europa como futbolista y como técnico.

##### Temporada 2009-2010

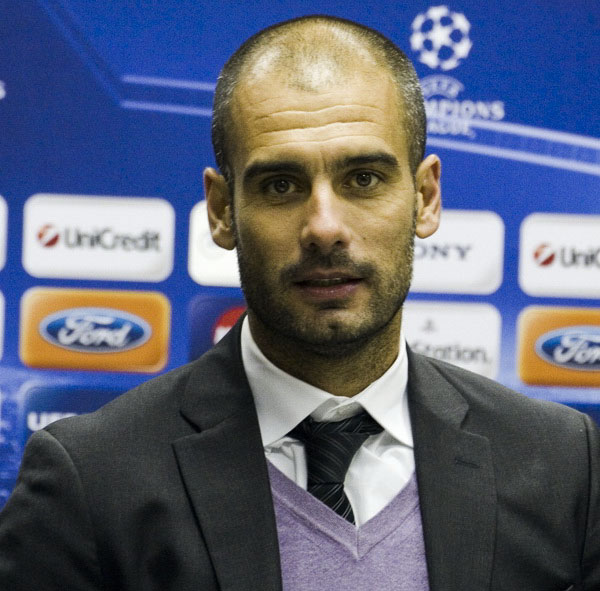
Guardiola en 2009

Su segunda temporada empieza ganando la Supercopa de España tras vencer al Athletic Club por un global de 5-1. El 29 de agosto de 2009 gana la Supercopa de Europa ante el FK Shajtar Donetsk ucraniano (campeón de la extinta copa de la UEFA) por 1-0. Con este título, Guardiola consigue ser el primer entrenador en ganar con el mismo equipo los cinco títulos que ha disputado su equipo en un año natural. El 19 de diciembre de 2009, el Barça le gana en la final 2-1 en tiempo suplementario a Estudiantes de La Plata y se consagra campeón del Mundial de Clubes, único título que le faltaba al equipo en toda su historia, y con este consigue el sexto título de seis a los que aspiraban en 2009, algo que nadie había logrado anteriormente, cerrando así el mejor año de la historia de cualquier club en cuanto a títulos (el llamado "sextete"). El 8 de enero de 2010, Guardiola es elegido el mejor entrenador del año 2009 por la Federación Internacional de Historia y Estadística del Fútbol (IFFHS). El técnico del Barcelona lo logra con la mayor diferencia de puntos respecto al segundo clasificado desde que se entrega este premio. Posteriormente ganaría una nueva Liga, tras conseguir 99 puntos y convertirse en el segundo técnico del Barcelona, después de Frank Rijkaard, que ha ganado más de una vez al Real Madrid en el Estadio Santiago Bernabéu. A finales de temporada salió a la luz la nula relación entre Pep y el sueco Zlatan Ibrahimović, que si bien tuvo buen rendimiento durante todo el año, no logró adaptarse al vestuario, por lo que fue traspasado al AC Milan en verano de 2010. Para suplir el puesto del jugador sueco fue contratado el delantero internacional español David Villa, procedente del Valencia CF.

##### Temporada 2010-2011
Su tercera temporada también resulta exitosa, comenzando con una nueva Supercopa ganada frente al Sevilla. Aquella campaña será recordada por el 5-0 endosado al Real Madrid de José Mourinho en la primera vuelta, y por los cuatro clásicos consecutivos disputados en primavera frente al eterno rival: los azulgranas empataron en liga en el Bernabéu (1-1) y perdieron la final de la Copa del Rey en Mestalla (1-0); en las semifinales de la Liga de Campeones el Barcelona venció 0-2 en Madrid y empató 1-1 en el Camp Nou, clasificándose para la final. El 11 de mayo de 2011 el técnico de Sampedor hace historia al conseguir su tercer título de Liga en sus tres primeras temporadas. Sólo Johan Cruyff ganó más Ligas que él en el Barça (4). Dos semanas después, el 28 de mayo de 2011, consigue su segunda Champions League, la cuarta del Barça, ganando 3 a 1 contra el Manchester United en el estadio de Wembley. Se convierte por tanto en el entrenador más joven (40 años) en ganar la competición dos veces.

##### Temporada 2011-2012

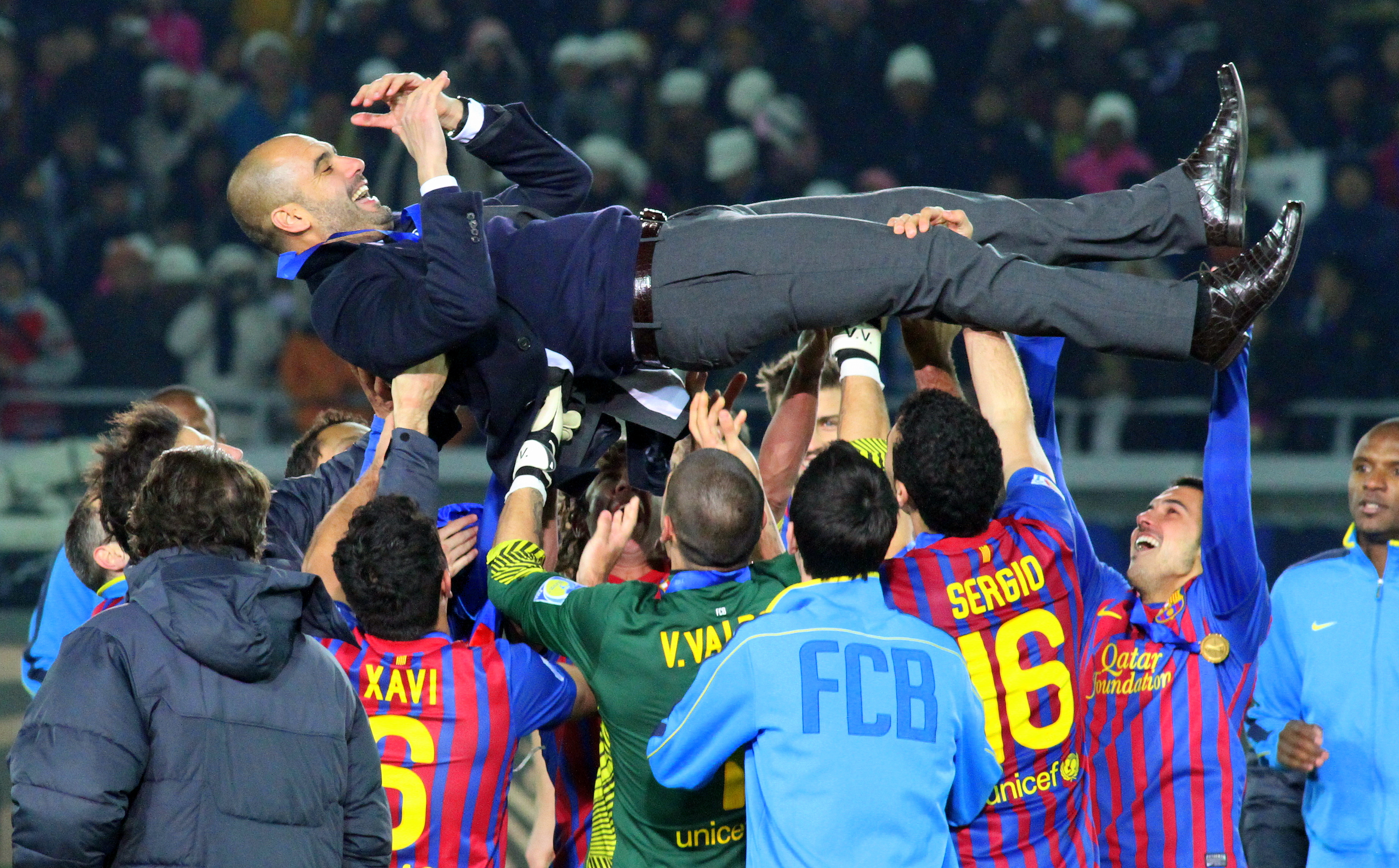
Guardiola, manteado por los jugadores del F. C. Barcelona tras ganar la Copa Mundial de Clubes 2011 ante el Santos F.C.

En su cuarta y última temporada al frente del conjunto azulgrana los resultados son más irregulares pero se consiguen cuatro títulos más. El 17 de agosto de 2011, consigue su tercera Supercopa de España consecutiva con el F. C. Barcelona, tras vencer al Real Madrid por un global de 5-4 (2-2 en la ida y 3-2 en la vuelta). Consigue así un total de once títulos desde que es el entrenador culé y empata la cifra de títulos obtenidos por Johan Cruyff. El 26 de agosto de 2011, consigue su segunda Supercopa de Europa, tras vencer al FC Porto, por 2-0. Este título hace que supere los títulos obtenidos por Johan Cruyff, convirtiéndole así en el técnico más laureado de la historia del Barcelona. El 8 de septiembre de 2011, recibe la Medalla de Honor del Parlamento de Cataluña. El 1 de noviembre de 2011, llega a los 200 partidos en el banquillo de F. C. Barcelona. En diciembre de 2011, el Barcelona gana la Copa Mundial de Clubes de la FIFA, lo que supone el 13.er título de la era Guardiola.
El 27 de abril de 2012, anunció oficialmente que no seguiría en el banquillo del Barça la próxima temporada, cerrando la etapa más exitosa de la historia del club, iniciada después de dos temporadas sin títulos. Los medios de comunicación especularon con su futuro y hablaron de ofertas del Chelsea FC y del Inter de Milán, aunque Guardiola afirmó que se tomaría un año sabático. Dirigió por última vez al Barcelona el 25 de mayo de 2012 en la final de la Copa del Rey, venciendo por 0-3 frente al Athletic Club. Curiosamente, fue el mismo rival y en la misma competición contra el que ganó su primer título. Dirigió al Barcelona en un total de 247 partidos oficiales, ganando 179, empatando 47 y perdiendo 21. Como dato a resaltar, Guardiola nunca perdió con el Real Madrid en el Bernabéu dirigiendo al Barcelona.

#### Bayern Múnich (2013-2016)

##### Temporada 2013-2014

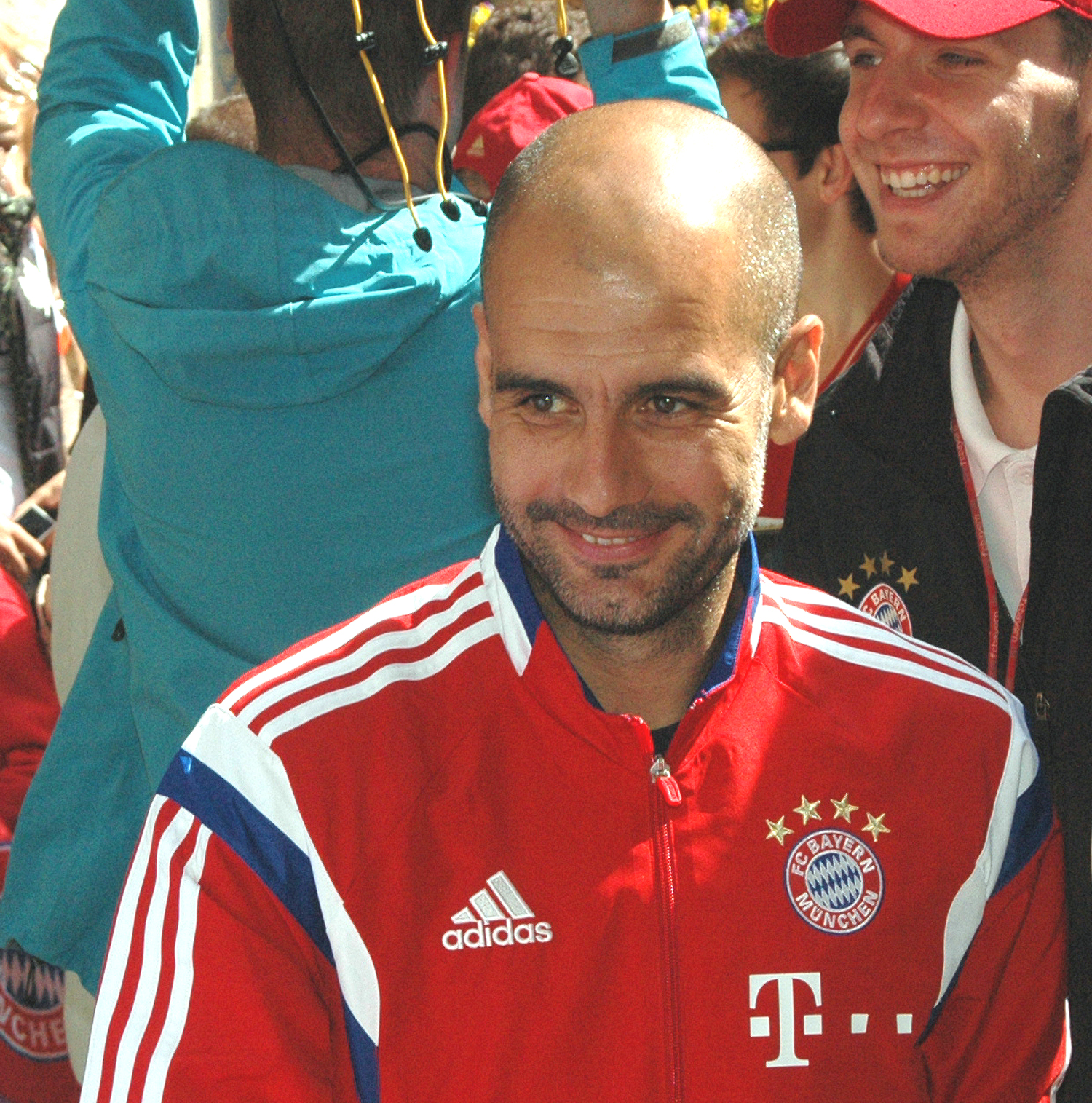
Pep Guardiola como técnico del Bayern de Múnich en 2014.

Durante la gala del Balón de Oro 2012, el técnico español confirmó su intención de volver a los banquillos la próxima temporada, pero afirmando también que no había firmado con ningún club. Poco después, el 16 de enero de 2013, el Bayern de Múnich confirmó que Guardiola sería su técnico durante las tres próximas temporadas, reemplazando a Jupp Heynckes a partir del 1 de julio. Con ello se convirtió en el técnico mejor pagado del mundo, con 17 millones de euros anuales. Fue presentado oficialmente el 24 de junio, en medio de una gran expectación, con más de doscientos medios acreditados. Con Pep llegaron varios asistentes que ya trabajaron con él en Barcelona, como Domènec Torrent de segundo entrenador y el preparador físico Lorenzo Buenaventura. Además, el equipo bávaro se reforzó con algunos jugadores de gran talento, como Mario Götze procedente del Borussia Dortmund, y Thiago Alcántara del FC Barcelona, este último a petición expresa de Pep.
Su debut oficial se realizó el 27 de julio de 2013 en el marco de la Supercopa de Alemania ante el Borussia Dortmund, perdiendo con un marcador de 2-4. En cambio, el 30 de agosto, el Bayern sí que ganó la Supercopa de Europa ante el Chelsea en la tanda de penaltis, tras un 2-2 al final de la prórroga.
Tras conseguir 9 victorias y 2 empates en sus 11 primeros partidos al frente del Bayern, Guardiola se convierte en el mejor técnico debutante de la Bundesliga. Posteriormente, el conjunto bávaro establece un récord de 37 jornadas sin perder, entre 25 de la anterior edición de la Bundesliga y 12 de la presente. En la jornada 13 consigue una importante victoria por 0-3 ante el Borussia Dortmund y se convierte en el primer equipo que marca por lo menos un gol en cincuenta partidos consecutivos de la Bundesliga.
En noviembre de 2013, un 'topo' compartió información confidencial al diario alemán Bild de las tácticas que iban a ser empleadas en el partido contra el Borussia Dortmund del 23 de noviembre de 2013. Ante esta información, Guardiola advirtió de que, independientemente de quien fuera el topo, esa persona no volvería a jugar en el equipo.
El 21 de diciembre, el Bayern gana el Mundial de Clubes. Tres meses después, el 25 de marzo, el Bayern gana por 1-3 al Hertha Berlín y se proclama campeón de la Bundesliga por 24.ª vez tras solo 27 jornadas, superando su propio récord de precocidad establecido un año antes. Además, Guardiola se convirtió en el mejor técnico debutante en el campeonato alemán y consiguió su 17.º título como técnico. Cierra la temporada con un doblete al ganar también la Copa de Alemania. Durante esta temporada, su equipo, el Bayern de Múnich, fue eliminado por el Real Madrid en la Liga de Campeones por un resultado global de 5 goles a 0: 1-0 en la ida (Madrid) y 0-4 en la vuelta (Múnich).

##### Temporada 2014-2015

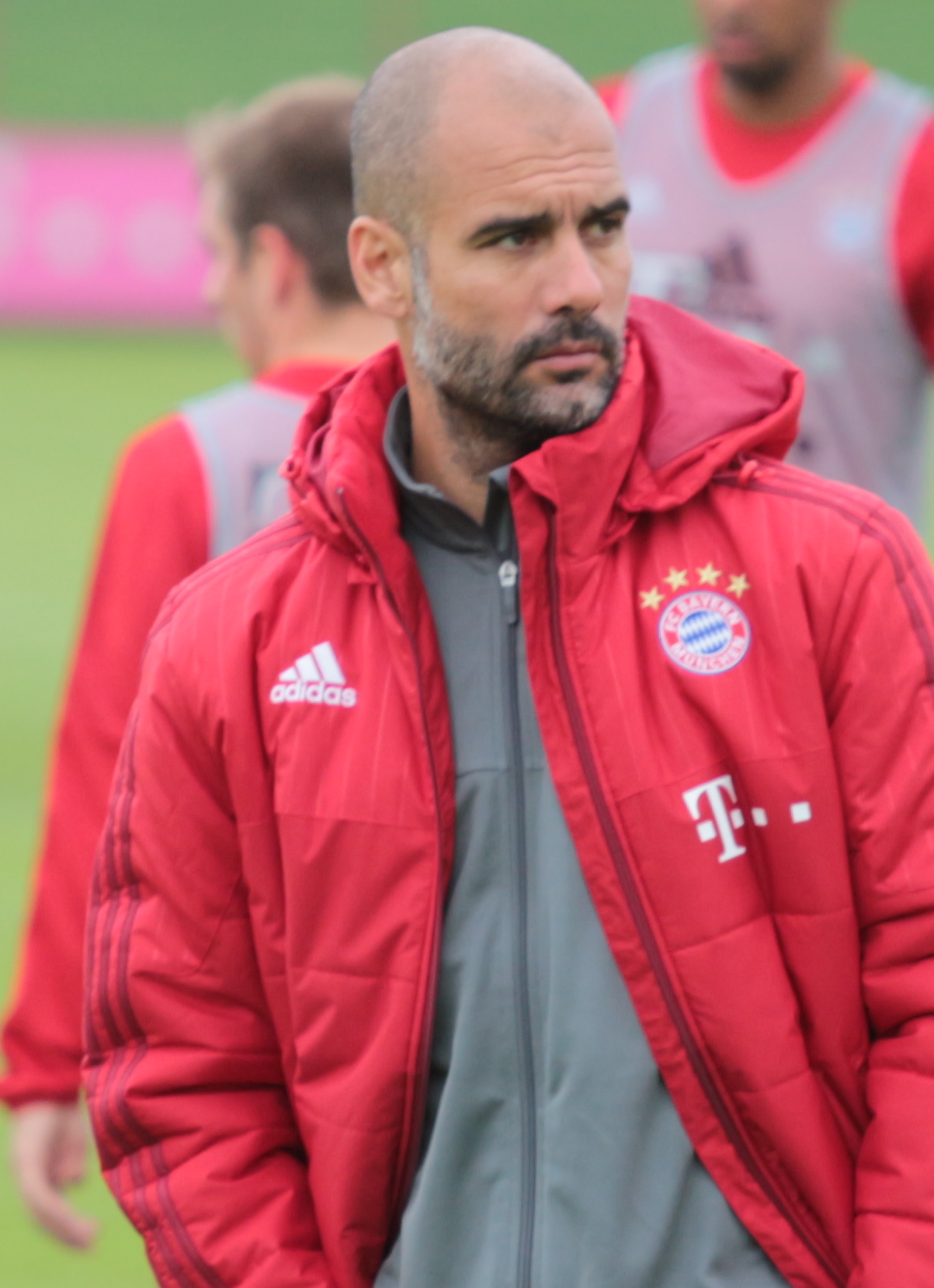
Pep Guardiola en un entrenamiento con el Bayern Múnich.

La segunda temporada de Guardiola en el Allianz Arena comenzó como la primera, con derrota en la Supercopa de Alemania (2-0 ante el Borussia Dortmund). No obstante, el conjunto bávaro mantuvo su solidez en la 1. Bundesliga 2014-15, donde se situó líder destacado en la primera vuelta.
El 26 de abril de 2015, el Bayern ganó su tercera Bundesliga consecutiva, la segunda bajo la dirección de Guardiola, después de volver a dominar claramente el campeonato; pero solo dos días después, fue eliminado en semifinales de la Copa de Alemania por el Borussia Dortmund, y también cayó otra vez en las semifinales de la Liga de Campeones, esta vez ante su exequipo, el FC Barcelona.

##### Temporada 2015-2016
En la 1. Bundesliga 2015-16, el Bayern logró ganar los 9 primeros partidos, lo que supone el mejor inicio de la historia del torneo. Otro triunfo más convirtió al Bayern en el 4.º equipo de la historia de las grandes ligas europeas que comienza el torneo con 10 victorias en las 10 primeras jornadas y le da al conjunto bávaro su milésima victoria en la Bundesliga. El 19 de diciembre de 2015, el Bayern termina la primera vuelta del campeonato como líder destacado con 46 puntos, 8 más que el Borussia Dortmund. Al día siguiente, el club anuncia que Guardiola no renovará su contrato cuando expire al término de la temporada, siendo relevado por Carlo Ancelotti.
El 3 de mayo de 2016, el Bayern de Múnich de Guardiola fue eliminado por tercera temporada consecutiva en semifinales de la Champions por un equipo español, esta vez el Atlético de Madrid (resultado global de 2-2, regla del gol de visitante). Pero cuatro días después, se resarce al ganar su cuarta Bundesliga consecutiva, la tercera con Guardiola al mando. Tras esto, Guardiola le dedicó el logro a su predecesor Jupp Heynckes, gesto que fue aplaudido por la prensa alemana y aficionados del club.
Finalmente, Guardiola se despidió del equipo bávaro ganando la Copa de Alemania.

#### Manchester City (2016-presente)

##### Temporada 2016-2017
El 1 de febrero de 2016, el Manchester City anunció oficialmente que Guardiola sería su entrenador las tres próximas temporadas, sustituyendo a Manuel Pellegrini. El 3 de julio, el técnico español asumió el cargo y fue presentado ante sus nuevos aficionados. Se estrenó en el banquillo sky blue ganando los 10 primeros partidos al mando del equipo en competencias oficiales (Premier League, UEFA Champions League y Copa de la Liga), algo que ningún otro técnico del equipo citizen había logrado antes. Sin embargo, luego el equipo entró en una mala racha y terminó la primera vuelta de la Premier League 2016-17 como 5.º clasificado. El 15 de marzo de 2017, el Manchester City fue eliminado en octavos de final de la Liga de Campeones por el Mónaco (6-6, regla del gol de visitante), siendo la primera vez que un equipo de Guardiola cae en la máxima competición continental antes de semifinales. Finalmente, el Manchester City obtuvo la 3.ª posición en la Premier League. Fue la primera temporada sin títulos de Pep Guardiola como entrenador.

##### Temporada 2017-2018
En la temporada 2017/18 fue el primer técnico de la Premier en conseguir ser nominado mejor técnico del mes cuatro veces consecutivas. Posteriormente, el 25 de febrero de 2018, logró su primer título al mando del equipo citizen, la Copa de la Liga.
En marzo de 2018, fue sancionado por la The Football Asociation por usar un lazo amarillo durante los partidos de la Premier League, lazo que se usa para pedir la liberación de los políticos y activistas que estaban siendo juzgados como consecuencia del proceso soberanista de Cataluña, algunos de los cuales estaban en prisión preventiva.
El 16 de abril de 2018, el Manchester City se proclamó campeón de la Premier League. El equipo de Guardiola terminó la temporada batiendo numerosos récords en la historia de la competición, como puntos, victorias, goles a favor y diferencia de goles. El 17 de mayo de 2018, renovó su contrato con el club hasta 2021.

##### Temporada 2018-2019
El 5 de agosto de 2018, ganó el primer título de la temporada 2018/2019 al conquistar la Community Shield derrotando al Chelsea FC por 0-2, en el Estadio de Wembley. El 24 de febrero de 2019, el club citizen ganó la Copa de la Liga por segundo año consecutivo, tras vencer al Chelsea FC en la tanda de penaltis después de empatar 0-0 en los 120 minutos. Con este trofeo, Guardiola consiguió su segundo título de la temporada y alcanzó los 25 títulos logrados como director técnico. El 12 de mayo de 2019 se proclamó campeón de la Premier League por segundo año consecutivo con el Manchester City, conquistando así su tercer título de la temporada. Con este título, Guardiola llegó a los 26 ganados como entrenador. Apenas una semana más tarde, Guardiola sumó un nuevo trofeo a las vitrinas del conjunto citizen, la FA Cup, al vencer por un contundente 6-0 al Watford FC en la final, con lo cual conquistó los 4 títulos nacionales en la temporada 2018-19 (Premier, FA Cup, Copa de la Liga y Community Shield), algo que nadie había conseguido antes en Inglaterra. Con este título, el entrenador catalán suma ya 27 títulos en su cuenta personal.

##### Temporada 2019-2020
Para la nueva temporada 2019-20, Pep sumó su segunda Community Shield a su palmarés y el 28.º título en general. El 1 de marzo de 2020, ganó la Copa de la Liga por tercer año consecutivo, y con este ya son 29 trofeos en su palmarés personal, superando los 28 de Ottmar Hitzfeld.

##### Temporada 2020-2021

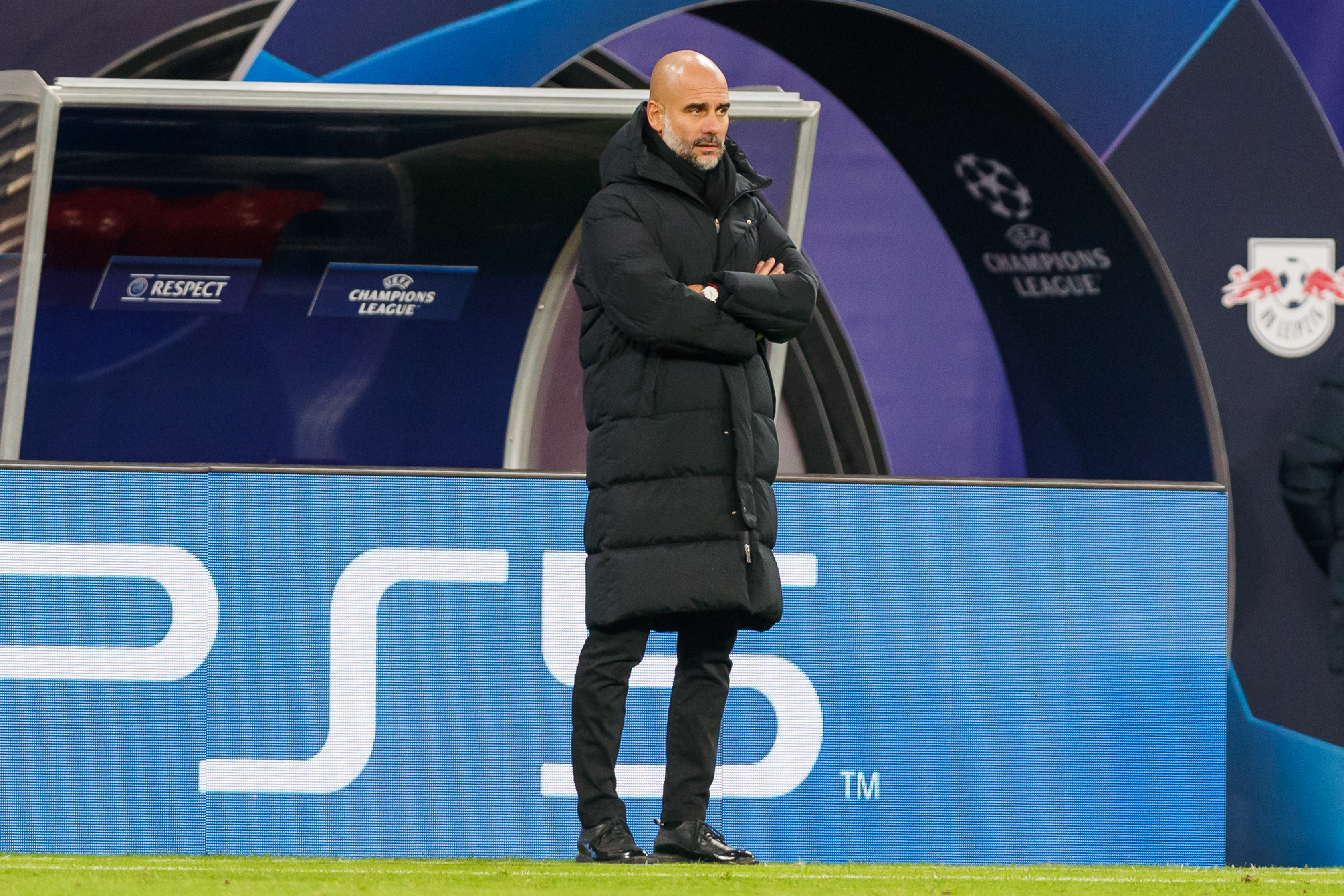
Pep Guardiola dirigiendo al Manchester City.

El 19 de noviembre de 2020, fue renovado hasta 2023. En esta nueva temporada sumó 2 títulos más, llevando al Manchester City a la conquista de la Premier League y de la Copa de la Liga, sumando 31 títulos como director técnico.. Asimismo, el equipo sky blue también llegó a la final de la Liga de Campeones por primera vez en su historia, pero perdió dicha final contra el Chelsea FC (1-0).

##### Temporada 2021-2022
En esta temporada, el City quedó fuera de la FA Cup en semifinales 2-3 frente al Liverpool; del mismo modo, fue eliminado por el West Ham por penales en la Cuarta Ronda de la Copa de la Liga; adicionalmente fue eliminado de la Champions League en semifinales por el Real Madrid perdiendo 3-1 en la prórroga, en un partido en el que el City llegó a ponerse 0-1 pero encajó 2 goles en 2 minutos. Por otra parte, el equipo citizen ganó nuevamente la Premier en la última jornada frente al Aston Villa, en un encuentro en el cual llegó a estar perdiendo 0-2 lo que le daba el título al Liverpool, pero el equipo de Guardiola remontó en 5 minutos y terminó llevándose el título. De esta forma, el técnico catalán acumula ya 32 títulos en su carrera, a solo 3 títulos de los 35 de Mircea Lucescu, que va en segundo lugar de los entrenadores más laureados.

##### Temporada 2022-2023
El 20 de mayo, tras la derrota del Arsenal frente al Nottingham Forest en la fecha 37 de los gunners, el City volvió a proclamarse campeón de la Premier League; de esta forma, Guardiola suma 5 Premier League y 33 títulos en su carrera como entrenador.
El 3 de junio, el City ganó 2-1 al rival de toda la vida, Manchester United, en la final de la FA Cup; de esta forma, Guardiola ya acumula 34 títulos en su palmarés como técnico.
El 10 de junio, el equipo citizen ganó la primera Champions de su historia tras vencer 1-0 al Inter de Milán en la final. Con este título, Guardiola igualó a Lucescu con 35 títulos y se convirtió en el primer entrenador en ganar 2 tripletes europeos y en ganar el triplete con dos equipos diferentes.

##### Temporada 2023-2024
El 16 de agosto, logró la primera Supercopa de Europa del Manchester City al vencer 5-4 en los penales al Sevilla F.C. tras empatar 1-1 en los 90 minutos; de este modo, Guardiola ha ganado 36 títulos como técnico, superando a Mircea Lucescu. Con esto dicho, ya está en segundo lugar como el técnico más laureado, a 13 de los 49 títulos logrados por Alex Ferguson. Del mismo modo, Guardiola se convierte en el primer técnico en ganar la Supercopa de Europa con tres equipos diferentes: Barcelona, Bayern Múnich y Manchester City, y en el máximo ganador de la competición junto con Carlo Ancelotti con 4 títulos.
El 21 de diciembre, logró su cuarto Mundial de Clubes al ganar 4-0 a Fluminense, superando a Carlo Ancelotti; asimismo, sumó su título número 37 como entrenador, a 12 de los 49 de Alex Ferguson.
El 19 de mayo, ganó la Premier League al vencer 3-1 al West Ham en la última jornada. De esta forma, Guardiola ha ganado 38 títulos como entrenador a 11 del récord de Alex Ferguson con 49.

##### Temporada 2024-2025
El 10 de agosto, empieza la temporada ganando la Community Shield, frente al rival de la ciudad, Manchester United al vencer 7-6 en penales, después de empatar 1-1 en el tiempo reglamentario.. De este modo, Guardiola llegó a los 39 títulos como entrenador, a 10 del récord de Alex Ferguson con 49.

## Selección nacional
Pep Guardiola disputó con la selección de España 47 partidos, en los que anotó cinco goles.
Antes de debutar con la selección absoluta integró el combinado olímpico español que conquistó la medalla de oro en los Juegos de Barcelona 1992. Guardiola fue titular en la final, jugada el 8 de agosto de 1992 en el Camp Nou ante Polonia.
Pocos meses después, el 14 de octubre, debutó con la selección española, en un partido contra Irlanda del Norte. Jugó con el combinado español hasta 2001, participando en el Mundial de 1994 y la Eurocopa de 2000. Las lesiones le impidieron acudir a las fases finales de la Copa Mundial de 1998 y 2002, a pesar de ser uno de los elegidos por los entonces seleccionadores, Javier Clemente y José Antonio Camacho.

### Participaciones internacionales
| Evento                            | Sede                   | Resultado        |
| --------------------------------- | ---------------------- | ---------------- |
| Torneo Olímpico de Fútbol de 1992 | Barcelona              | Oro              |
| Copa Mundial de Fútbol de 1994    | Estados Unidos         | Cuartos de final |
| Eurocopa 2000                     | Bélgica - Países Bajos | Cuartos de final |

### Goles internacionales
| Núm. | Fecha          | Lugar                     | Rival      | Gol   | Resultado | Competición                    |
| ---- | -------------- | ------------------------- | ---------- | ----- | --------- | ------------------------------ |
| 1    | 16 - 12 - 1992 | Sánchez Pizjuán, Sevilla  | Letonia    | 2 - 0 | 5 - 0     | Clasificación Mundial 1994     |
| 2    | 27 - 06 - 1994 | Soldier Field, Chicago    | Bolivia    | 1 - 0 | 3 - 1     | Copa Mundial de Fútbol de 1994 |
| 3    | 14 - 12 - 1996 | Mestalla, Valencia        | Yugoslavia | 1 - 0 | 2 - 0     | Clasificación Mundial 1998     |
| 4    | 12 - 02 - 1997 | José Rico Pérez, Alicante | Malta      | 1 - 0 | 4 - 0     | Clasificación Mundial 1998     |
| 5    | 03 - 06 - 2000 | Ullevi, Gotemburgo        | Suecia     | 0 - 1 | 1 - 1     | Amistoso                       |

## Estilo de juego
Con Guardiola, el Barcelona solía jugar con un 4-3-3, con Daniel Alves jugando más como un carrilero, Xavi Hernández dirigiendo el juego en el centro del campo y con Lionel Messi como pieza clave, de "falso 9". Supo mejorar el estilo que heredó de Johan Cruyff durante la época del llamado Dream Team. Especialmente, el entrenador catalán ha destacado por la alta presión al rival, la posesión del balón, el juego de ataque, la solidez defensiva y la apuesta por los canteranos. Otra característica de Guardiola es la rotación de la plantilla, ampliando al máximo la participación de todos los jugadores, para dosificar al equipo y evitar lesiones.
Ya en el Bayern de Múnich, Guardiola introdujo cambios para darle alternativas al equipo que ganó el triplete la temporada anterior; adelantar la línea defensiva 7 metros, colocar a Philipp Lahm de mediocentro defensivo y hacer que los laterales del equipo bávaro (Rafinha y Alaba) hiciesen un juego más hacia al interior asociándose con Ribéry y Robben.
En su etapa como entrenador del Barcelona otorgó muchas oportunidades a juveniles de La Masía (cantera del blaugrana); siendo un entrenador que cuando puede echa mano de las inferiores de un equipo. Sin embargo, desde que comenzó su vínculo con el Manchester City, ha aprovechado los multimillonarios recursos económicos del equipo citizen para confeccionar, desde su primera temporada, un equipo para conseguir títulos a nivel local e internacional contratando jugadores de élite. Si bien en Inglaterra ha ganado en múltiples ocasiones la Premier League, la FA Cup, la Copa de la Liga y la Community Shield, tuvo más dificultades para trasladar ese dominio al planeta hasta 2023, cuando pudo ganar la Champions derrotando al Inter de Milán en la final, la Supercopa de Europa frente al Sevilla y el Mundial de Clubes frente a Fluminense.

## Estadísticas

### Como jugador
| Club                        | Temporada           | Liga  | Liga  | Copas nacionales | Copas nacionales | Torneos internacionales | Torneos internacionales | Otros | Otros | Total | Total |
| Club                        | Temporada           | Part. | Goles | Part.            | Goles            | Part.                   | Goles                   | Part. | Goles | Part. | Goles |
| --------------------------- | ------------------- | ----- | ----- | ---------------- | ---------------- | ----------------------- | ----------------------- | ----- | ----- | ----- | ----- |
| F. C. Barcelona · España    | 1990-91             | 4     | 0     | 1                | 0                | 0                       | 0                       | 0     | 0     | 5     | 0     |
| F. C. Barcelona · España    | 1991-92             | 26    | 0     | 3                | 0                | 11                      | 0                       | 2     | 0     | 42    | 0     |
| F. C. Barcelona · España    | 1992-93             | 28    | 0     | 5                | 1                | 4                       | 0                       | 4     | 0     | 41    | 1     |
| F. C. Barcelona · España    | 1993-94             | 34    | 0     | 5                | 0                | 6                       | 0                       | 2     | 0     | 47    | 0     |
| F. C. Barcelona · España    | 1994-95             | 24    | 2     | 4                | 0                | 6                       | 0                       | 2     | 0     | 36    | 2     |
| F. C. Barcelona · España    | 1995-96             | 31    | 1     | 7                | 0                | 7                       | 1                       | 0     | 0     | 45    | 2     |
| F. C. Barcelona · España    | 1996-97             | 38    | 0     | 8                | 0                | 7                       | 1                       | 2     | 0     | 55    | 1     |
| F. C. Barcelona · España    | 1997-98             | 6     | 0     | 3                | 0                | 3                       | 0                       | 2     | 0     | 14    | 0     |
| F. C. Barcelona · España    | 1998-99             | 22    | 1     | 3                | 0                | 1                       | 0                       | 0     | 0     | 26    | 1     |
| F. C. Barcelona · España    | 1999-00             | 25    | 0     | 0                | 0                | 12                      | 1                       | 2     | 0     | 39    | 1     |
| F. C. Barcelona · España    | 2000-01             | 24    | 2     | 4                | 3                | 7                       | 0                       | 0     | 0     | 35    | 5     |
| F. C. Barcelona · España    | Total club          | 262   | 6     | 43               | 4                | 64                      | 3                       | 16    | 0     | 385   | 13    |
| Brescia Calcio · Italia     | 2001-02             | 11    | 2     | 2                | 0                | 0                       | 0                       | 0     | 0     | 13    | 2     |
| Brescia Calcio · Italia     | 2002-03             | 13    | 1     | 3                | 1                | 0                       | 0                       | 0     | 0     | 16    | 2     |
| Brescia Calcio · Italia     | Total club          | 24    | 3     | 5                | 1                | 0                       | 0                       | 0     | 0     | 29    | 4     |
| A. S. Roma · Italia         | 2002-03             | 4     | 0     | 3                | 1                | 1                       | 0                       | 0     | 0     | 8     | 1     |
| A. S. Roma · Italia         | Total club          | 4     | 0     | 3                | 1                | 1                       | 0                       | 0     | 0     | 8     | 1     |
| Al-Ahli Doha Catar          | 2003-04             | 18    | 2     | 0                | 0                | 0                       | 0                       | 0     | 0     | 18    | 2     |
| Al-Ahli Doha Catar          | 2004-05             | 18    | 5     | 0                | 0                | 0                       | 0                       | 0     | 0     | 18    | 5     |
| Al-Ahli Doha Catar          | Total club          | 36    | 7     | 0                | 0                | 0                       | 0                       | 0     | 0     | 36    | 7     |
| Dorados de Sinaloa · México | 2006                | 10    | 1     | 0                | 0                | 0                       | 0                       | 0     | 0     | 10    | 1     |
| Dorados de Sinaloa · México | Total club          | 10    | 1     | 0                | 0                | 0                       | 0                       | 0     | 0     | 10    | 1     |
| Total en su carrera         | Total en su carrera | 336   | 17    | 51               | 6                | 65                      | 3                       | 16    | 0     | 468   | 26    |
| 1. 2. 3.                    |                     |       |       |                  |                  |                         |                         |       |       |       |       |

#### Selección nacional
| Selección              | Año                    | Amistoso | Amistoso | Clasificación | Clasificación | Mundial | Mundial | Eurocopa | Eurocopa | Total | Total | Media goleadora |
| Selección              | Año                    | Part.    | Goles    | Part.         | Goles         | Part.   | Goles   | Part.    | Goles    | Part. | Goles | Media goleadora |
| ---------------------- | ---------------------- | -------- | -------- | ------------- | ------------- | ------- | ------- | -------- | -------- | ----- | ----- | --------------- |
| España                 | 1992                   | 0        | 0        | 2             | 1             | -       | -       | -        | -        | 2     | 1     | 0.50            |
| España                 | 1993                   | 1        | 0        | 4             | 0             | -       | -       | -        | -        | 5     | 0     | 0.00            |
| España                 | 1994                   | 4        | 0        | 1             | 0             | 2       | 1       | -        | -        | 7     | 1     | 0.14            |
| España                 | 1995                   | 0        | 0        | -             | -             | -       | -       | -        | -        | 0     | 0     | 0.00            |
| España                 | 1996                   | 0        | 0        | 5             | 1             | -       | -       | -        | -        | 5     | 1     | 0.02            |
| España                 | 1997                   | 0        | 0        | 4             | 1             | -       | -       | -        | -        | 4     | 1     | 0.25            |
| España                 | 1998                   | 0        | 0        | -             | -             | -       | -       | -        | -        | 0     | 0     | 0.00            |
| España                 | 1999                   | 3        | 0        | 6             | 0             | -       | -       | -        | -        | 9     | 0     | 0.00            |
| España                 | 2000                   | 4        | 1        | -             | -             | -       | -       | 4        | 0        | 8     | 1     | 0.12            |
| España                 | 2001                   | 4        | 0        | 3             | 0             | -       | -       | -        | -        | 7     | 0     | 0.00            |
| Total con la selección | Total con la selección | 16       | 1        | 25            | 3             | 2       | 1       | 4        | 0        | 47    | 5     | 0.10            |

### Como entrenador
| Equipo                     | Div.                | Temporada           | Liga  | Liga | Liga | Liga | Liga |       | Copa | Copa | Copa | Copa  |     | Internacional | Internacional | Internacional | Internacional | Internacional |   | Otros | Otros | Otros | Otros |     | Totales     | Totales | Totales | Totales | Totales | Totales | Totales | Totales |
| Equipo                     | Div.                | Temporada           | Part. | G    | E    | P    | Pos. | Part. | G    | E    | P    | Part. | G   | E             | P             | Pos.          | Part.         | G             | E | P     | Part. | G     | E     | P   | Rendimiento | GF      | GC      | Dif.    |         |         |         |         |
| -------------------------- | ------------------- | ------------------- | ----- | ---- | ---- | ---- | ---- | ----- | ---- | ---- | ---- | ----- | --- | ------------- | ------------- | ------------- | ------------- | ------------- | - | ----- | ----- | ----- | ----- | --- | ----------- | ------- | ------- | ------- | ------- | ------- | ------- | ------- |
| Barcelona "B" · España     | 3.ª                 | 2007-08             | 38    | 25   | 8    | 5    | 1.º  | -     | -    | -    | -    | -     | -   | -             | -             | -             | 4             | 3             | 1 | 0     | 42    | 28    | 9     | 5   | 73.81%      | 79      | 41      | +38     |         |         |         |         |
| Barcelona "B" · España     | Total               | Total               | 38    | 25   | 8    | 5    | -    | -     | -    | -    | -    | -     | -   | -             | -             | -             | 4             | 3             | 1 | 0     | 42    | 28    | 9     | 5   | 73.81%      | 79      | 41      | +38     |         |         |         |         |
| Barcelona · España         | 1.ª                 | 2008-09             | 38    | 27   | 6    | 5    | 1.º  | 9     | 7    | 2    | 0    | 15    | 8   | 5             | 2             | 1.º           | -             | -             | - | -     | 62    | 42    | 13    | 7   | 74.73%      | 158     | 55      | +103    |         |         |         |         |
| Barcelona · España         | 1.ª                 | 2009-10             | 38    | 31   | 6    | 1    | 1.º  | 4     | 3    | 0    | 1    | 12    | 6   | 4             | 2             | 1/2           | 5             | 5             | 0 | 0     | 59    | 45    | 10    | 4   | 81.92%      | 138     | 39      | +99     |         |         |         |         |
| Barcelona · España         | 1.ª                 | 2010-11             | 38    | 30   | 6    | 2    | 1.º  | 9     | 5    | 2    | 2    | 13    | 9   | 3             | 1             | 1.º           | 2             | 1             | 0 | 1     | 62    | 45    | 11    | 6   | 78.49%      | 152     | 39      | +113    |         |         |         |         |
| Barcelona · España         | 1.ª                 | 2011-12             | 38    | 28   | 7    | 3    | 2.º  | 9     | 7    | 2    | 0    | 12    | 8   | 3             | 1             | 1/2           | 5             | 4             | 1 | 0     | 64    | 47    | 13    | 4   | 80.21%      | 190     | 48      | +142    |         |         |         |         |
| Barcelona · España         | Total               | Total               | 152   | 116  | 25   | 11   | -    | 31    | 22   | 6    | 3    | 52    | 31  | 15            | 6             | -             | 12            | 10            | 1 | 1     | 247   | 179   | 47    | 21  | 78.81%      | 638     | 181     | +457    |         |         |         |         |
| Bayern Munich · Alemania   | 1.ª                 | 2013-14             | 34    | 29   | 3    | 2    | 1.º  | 6     | 6    | 0    | 0    | 12    | 7   | 2             | 3             | 1/2           | 4             | 2             | 1 | 1     | 56    | 44    | 6     | 6   | 82.14%      | 150     | 44      | +106    |         |         |         |         |
| Bayern Munich · Alemania   | 1.ª                 | 2014-15             | 34    | 25   | 4    | 5    | 1.º  | 5     | 3    | 2    | 0    | 12    | 8   | 1             | 3             | 1/2           | 1             | 0             | 0 | 1     | 52    | 36    | 7     | 9   | 73.72%      | 123     | 36      | +87     |         |         |         |         |
| Bayern Munich · Alemania   | 1.ª                 | 2015-16             | 34    | 28   | 4    | 2    | 1.º  | 6     | 5    | 1    | 0    | 12    | 8   | 2             | 2             | 1/2           | 1             | 0             | 1 | 0     | 53    | 41    | 8     | 4   | 82.39%      | 123     | 31      | +92     |         |         |         |         |
| Bayern Munich · Alemania   | Total               | Total               | 102   | 82   | 11   | 9    | -    | 17    | 14   | 3    | 0    | 36    | 23  | 5             | 8             | -             | 6             | 2             | 2 | 2     | 161   | 121   | 21    | 19  | 79.51%      | 396     | 111     | +285    |         |         |         |         |
| Manchester City Inglaterra | 1.ª                 | 2016-17             | 38    | 23   | 9    | 6    | 3.º  | 8     | 5    | 1    | 2    | 10    | 5   | 3             | 2             | 1/8           | -             | -             | - | -     | 56    | 33    | 13    | 10  | 66.67%      | 122     | 60      | +62     |         |         |         |         |
| Manchester City Inglaterra | 1.ª                 | 2017-18             | 38    | 32   | 4    | 2    | 1.º  | 9     | 6    | 2    | 1    | 10    | 6   | 0             | 4             | 1/4           | -             | -             | - | -     | 57    | 44    | 6     | 7   | 80.7%       | 143     | 46      | +97     |         |         |         |         |
| Manchester City Inglaterra | 1.ª                 | 2018-19             | 38    | 32   | 2    | 4    | 1.º  | 12    | 10   | 2    | 0    | 10    | 7   | 1             | 2             | 1/4           | 1             | 1             | 0 | 0     | 61    | 50    | 5     | 6   | 84.7%       | 169     | 39      | +130    |         |         |         |         |
| Manchester City Inglaterra | 1.ª                 | 2019-20             | 38    | 26   | 3    | 9    | 2.º  | 11    | 9    | 0    | 2    | 9     | 6   | 2             | 1             | 1/4           | 1             | 0             | 1 | 0     | 59    | 41    | 6     | 12  | 72.88%      | 149     | 53      | +96     |         |         |         |         |
| Manchester City Inglaterra | 1.ª                 | 2020-21             | 38    | 27   | 5    | 6    | 1.º  | 10    | 9    | 0    | 1    | 13    | 11  | 1             | 1             | 2.º           | -             | -             | - | -     | 61    | 47    | 6     | 8   | 80.33%      | 131     | 42      | +89     |         |         |         |         |
| Manchester City Inglaterra | 1.ª                 | 2021-22             | 38    | 29   | 6    | 3    | 1.º  | 7     | 5    | 1    | 1    | 12    | 7   | 2             | 3             | 1/2           | 1             | 0             | 0 | 1     | 58    | 41    | 9     | 8   | 75.86%      | 150     | 50      | +100    |         |         |         |         |
| Manchester City Inglaterra | 1.ª                 | 2022-23             | 38    | 28   | 5    | 5    | 1.º  | 9     | 8    | 0    | 1    | 13    | 8   | 5             | 0             | 1.º           | 1             | 0             | 0 | 1     | 61    | 44    | 10    | 7   | 77.59%      | 151     | 46      | +105    |         |         |         |         |
| Manchester City Inglaterra | 1.ª                 | 2023-24             | 38    | 28   | 7    | 3    | 1.º  | 7     | 5    | 0    | 2    | 10    | 8   | 2             | 0             | 1/4           | 4             | 2             | 2 | 0     | 59    | 43    | 11    | 5   | 79.09%      | 149     | 54      | +95     |         |         |         |         |
| Manchester City Inglaterra | 1.ª                 | 2024-25             | 38    | 21   | 8    | 9    | 3.º  | 8     | 6    | 0    | 2    | 10    | 3   | 2             | 5             | 1/16          | 5             | 3             | 1 | 1     | 61    | 33    | 11    | 17  | 60.11%      | 130     | 78      | +52     |         |         |         |         |
| Manchester City Inglaterra | 1.ª                 | 2025-26             | 1     | 1    | 0    | 0    | -    | 0     | 0    | 0    | 0    | 0     | 0   | 0             | 0             | -             | -             | -             | - | -     | 1     | 1     | 0     | 0   | 100%        | 4       | 0       | +4      |         |         |         |         |
| Manchester City Inglaterra | Total               | Total               | 343   | 247  | 49   | 47   | -    | 81    | 63   | 6    | 12   | 97    | 61  | 18            | 18            | -             | 13            | 6             | 4 | 3     | 534   | 377   | 77    | 80  | 75.41%      | 1298    | 468     | +830    |         |         |         |         |
| Total en su carrera        | Total en su carrera | Total en su carrera | 635   | 470  | 93   | 72   | -    | 129   | 99   | 15   | 15   | 185   | 115 | 38            | 32            | -             | 35            | 21            | 8 | 6     | 984   | 705   | 154   | 125 | 76.87%      | 2411    | 801     | +1610   |         |         |         |         |
| 1. 2. 3.                   |                     |                     |       |      |      |      |      |       |      |      |      |       |     |               |               |               |               |               |   |       |       |       |       |     |             |         |         |         |         |         |         |         |

#### Resumen por competiciones
| Competición                  | Partidos | Ganados | Empatados | Perdidos | %      | Resultado  |
| ---------------------------- | -------- | ------- | --------- | -------- | ------ | ---------- |
| Tercera División de España   | 42       | 28      | 9         | 5        | 73.81% | Campeón    |
| LaLiga                       | 152      | 116     | 25        | 11       | 81.8%  | Campeón    |
| Copa del Rey                 | 31       | 22      | 6         | 3        | 77.42% | Campeón    |
| Supercopa de España          | 6        | 4       | 1         | 1        | 72.23% | Campeón    |
| Bundesliga                   | 102      | 82      | 11        | 9        | 83.98% | Campeón    |
| Copa de Alemania             | 17       | 14      | 3         | 0        | 88.23% | Campeón    |
| Supercopa de Alemania        | 3        | 0       | 1         | 2        | 11.11% | Subcampeón |
| Premier League               | 343      | 247     | 49        | 47       | 76.77% | Campeón    |
| FA Cup                       | 48       | 40      | 1         | 7        | 84.02% | Campeón    |
| EFL Cup                      | 33       | 23      | 5         | 5        | 74.75% | Campeón    |
| Community Shield             | 6        | 1       | 3         | 2        | 33.34% | Campeón    |
| Liga de Campeones de la UEFA | 185      | 115     | 38        | 32       | 69.01% | Campeón    |
| Supercopa de la UEFA         | 4        | 2       | 2         | 0        | 66.67% | Campeón    |
| Mundial de Clubes de la FIFA | 12       | 11      | 0         | 1        | 91.67% | Campeón    |
| TOTAL                        | 984      | 705     | 154       | 125      | 76.87% | 40 Títulos |

## Palmarés

### Como jugador (17)

#### Títulos nacionales (12)
| Título              | Club            | País   | Año  |
| ------------------- | --------------- | ------ | ---- |
| Primera División    | F. C. Barcelona | España | 1991 |
| Supercopa de España | F. C. Barcelona | España | 1991 |
| Primera División    | F. C. Barcelona | España | 1992 |
| Supercopa de España | F. C. Barcelona | España | 1992 |
| Primera División    | F. C. Barcelona | España | 1993 |
| Primera División    | F. C. Barcelona | España | 1994 |
| Supercopa de España | F. C. Barcelona | España | 1994 |
| Supercopa de España | F. C. Barcelona | España | 1996 |
| Copa del Rey        | F. C. Barcelona | España | 1997 |
| Copa del Rey        | F. C. Barcelona | España | 1998 |
| Primera División    | F. C. Barcelona | España | 1998 |
| Primera División    | F. C. Barcelona | España | 1999 |

#### Títulos internacionales (5)
| Título              | Club (*)          | Sede               | Año  |
| ------------------- | ----------------- | ------------------ | ---- |
| Oro Olímpico        | España (olímpica) | Barcelona          | 1992 |
| Copa de Europa      | F. C. Barcelona   | Londres            | 1992 |
| Supercopa de Europa | F. C. Barcelona   | Bremen Barcelona   | 1992 |
| Recopa de Europa    | F. C. Barcelona   | Róterdam           | 1997 |
| Supercopa de Europa | F. C. Barcelona   | Dortmund Barcelona | 1997 |

(*) Incluyendo la Selección

### Como entrenador (39)

#### Campeonatos nacionales (28)
| Título              | Club            | País       | Año  |
| ------------------- | --------------- | ---------- | ---- |
| Copa del Rey        | F. C. Barcelona | España     | 2009 |
| Primera División    | F. C. Barcelona | España     | 2009 |
| Supercopa de España | F. C. Barcelona | España     | 2009 |
| Primera División    | F. C. Barcelona | España     | 2010 |
| Supercopa de España | F. C. Barcelona | España     | 2010 |
| Primera División    | F. C. Barcelona | España     | 2011 |
| Supercopa de España | F. C. Barcelona | España     | 2011 |
| Copa del Rey        | F. C. Barcelona | España     | 2012 |
| Bundesliga          | Bayern Múnich   | Alemania   | 2014 |
| Copa de Alemania    | Bayern Múnich   | Alemania   | 2014 |
| Bundesliga          | Bayern Múnich   | Alemania   | 2015 |
| Bundesliga          | Bayern Múnich   | Alemania   | 2016 |
| Copa de Alemania    | Bayern Múnich   | Alemania   | 2016 |
| EFL Cup             | Manchester City | Inglaterra | 2018 |
| Premier League      | Manchester City | Inglaterra | 2018 |
| Community Shield    | Manchester City | Inglaterra | 2018 |
| EFL Cup             | Manchester City | Inglaterra | 2019 |
| Premier League      | Manchester City | Inglaterra | 2019 |
| FA Cup              | Manchester City | Inglaterra | 2019 |
| Community Shield    | Manchester City | Inglaterra | 2019 |
| EFL Cup             | Manchester City | Inglaterra | 2020 |
| EFL Cup             | Manchester City | Inglaterra | 2021 |
| Premier League      | Manchester City | Inglaterra | 2021 |
| Premier League      | Manchester City | Inglaterra | 2022 |
| Premier League      | Manchester City | Inglaterra | 2023 |
| FA Cup              | Manchester City | Inglaterra | 2023 |
| Premier League      | Manchester City | Inglaterra | 2024 |
| Community Shield    | Manchester City | Inglaterra | 2024 |

#### Títulos internacionales (11)
| Título                       | Club            | Sede            | Año  |
| ---------------------------- | --------------- | --------------- | ---- |
| Liga de Campeones de la UEFA | F. C. Barcelona | Roma            | 2009 |
| Supercopa de la UEFA         | F. C. Barcelona | Mónaco          | 2009 |
| Copa Mundial de Clubes       | F. C. Barcelona | Emiratos Árabes | 2009 |
| Liga de Campeones de la UEFA | F. C. Barcelona | Londres         | 2011 |
| Supercopa de la UEFA         | F. C. Barcelona | Mónaco          | 2011 |
| Copa Mundial de Clubes       | F. C. Barcelona | Japón           | 2011 |
| Supercopa de la UEFA         | Bayern Múnich   | Praga           | 2013 |
| Copa Mundial de Clubes       | Bayern Múnich   | Marruecos       | 2013 |
| Liga de Campeones de la UEFA | Manchester City | Estambul        | 2023 |
| Supercopa de la UEFA         | Manchester City | El Pireo        | 2023 |
| Copa Mundial de Clubes       | Manchester City | Arabia Saudita  | 2023 |

#### Resumen de títulos ganados
| Competición                  | N.º Títulos |
| ---------------------------- | ----------- |
| Premier League               | 6           |
| Supercopa de la UEFA         | 4           |
| EFL Cup                      | 4           |
| Mundial de Clubes de la FIFA | 4           |
| Liga de Campeones de la UEFA | 3           |
| LaLiga                       | 3           |
| Supercopa de España          | 3           |
| Bundesliga                   | 3           |
| Community Shield             | 3           |
| Copa del Rey                 | 2           |
| Copa de Alemania             | 2           |
| FA Cup                       | 2           |
| Tercera División de España   | 1           |
| Total                        | 40          |

### Distinciones individuales
| Distinción                                        | Año                          |
| ------------------------------------------------- | ---------------------------- |
| Trofeo Bravo                                      | 1992                         |
| Equipo del Torneo de la Eurocopa                  | 2000                         |
| Mejor jugador extranjero de la Liga de Catar      | 2004                         |
| Premio LFP – Mejor entrenador de La Liga          | 2009, 2010, 2011, 2012       |
| Premio Don Balón – Mejor entrenador de La Liga    | 2009, 2010                   |
| Trofeo Miguel Muñoz – Mejor entrenador de La Liga | 2009, 2010                   |
| Premio Once de Oro – Mejor entrenador de Europa   | 2009, 2011, 2012             |
| Premio World Soccer – Mejor entrenador del mundo  | 2009, 2011                   |
| Premio IFFHS – Mejor entrenador del mundo         | 2009, 2011                   |
| Premio UEFA – Mejor entrenador del año            | 2009, 2011, 2023             |
| Premio FIFA – Mejor entrenador del mundo          | 2011                         |
| Entrenador del Año de la Premier League           | 2018, 2019, 2021, 2023, 2024 |

Clasificaciones de los mejores entrenadores de todos los tiempos
| Premio          | Posición | Top 10 | Año       | Referencias     |
| --------------- | -------- | ------ | --------- | --------------- |
| World Soccer    | 5.º      | Sí     | 2013      | [ 133 ] [ 134 ] |
| France Football | 5.º      | Sí     | 2019      | [ 135 ] [ 136 ] |
| ESPN            | 18.º     | No     | 2013      | [ 137 ] [ 138 ] |
| IFFHS           | 3.º      | Sí     | 1996-2022 | [ 139 ]         |

### Condecoraciones
| Distinción                                                                                            | Año  |
| --- | ---- |
| Medalla de Oro - Real Orden del Mérito Deportivo, que lleva anexo el tratamiento de Ilustrísimo Señor | 2010 |
| Medalla de Honor del Parlamento de Cataluña                                                           | 2011 |
| Hijo Predilecto de Sampedor                                                                           | 2009 |
| Investidura al Salón de la Fama en México                                                             | 2017 |
| Galardón                                                                                              | Año  |
| Premio Catalán del año                                                                                | 2009 |

## Vida privada

### Familia
Guardiola estuvo casado con Cristina Serra, a la que conoció en la tienda de ropa de sus padres cuando tenía 18 años. De esta relación han nacido tres hijos: María (2001), Màrius (2003) y Valentina (2008). Se casaron en 2014 y se separaron en diciembre de 2024.

### Política
Ha reconocido en varias ocasiones su afinidad al independentismo catalán.
En julio de 2015, materializó su apoyo al independentismo catalán cerrando la lista de Junts pel Sí, la candidatura unitaria con la que CDC y ERC acudieron a las Elecciones al Parlamento de Cataluña de 2015.
La Federación Inglesa de fútbol (FA) el 23 de febrero de 2018, anuncia la apertura de expediente al entrenador del Manchester City, Pep Guardiola, al llevar un mensaje político en el lazo amarillo de su solapa en los partidos oficiales, lo que vulnera las reglas de la federación. Pep Guardiola, haciendo caso omiso, volvió a lucir en el pecho un lazo amarillo durante la final de la Carabao Cup entre el Manchester City y el Arsenal que se disputó el 25 de febrero de 2018 en Wembley.
El 8 de marzo de 2018, la Federación Inglesa de Fútbol (FA) decidió sancionar a Pep Guardiola con una multa de 22.500 euros (20.000 libras) por llevar el lazo amarillo en apoyo a los políticos catalanes encarcelados por el procés, habiendo sido advertido en dos ocasiones anteriormente por la FA.
 A pesar de la sanción, el día 12 de marzo, el entrenador del Manchester City portó el símbolo político prendido en el jersey bajo el abrigo durante el partido como visitante contra el Stoke City.

## Publicaciones
- La meva gent, el meu futbol, por Josep Guardiola, transcrito por Miguel Rico y Luís Martín. 2001, Editado por Edecasa (Grupo Z), Colección Sport. Depósito legal: B-17.637-2001